# Sympetrum risi
Sympetrum risi är en trollsländeart. Sympetrum risi ingår i släktet ängstrollsländor, och familjen segeltrollsländor.

## Underarter
Arten delas in i följande underarter:
- S. r. risi
- S. r. yosico

## Bildgalleri

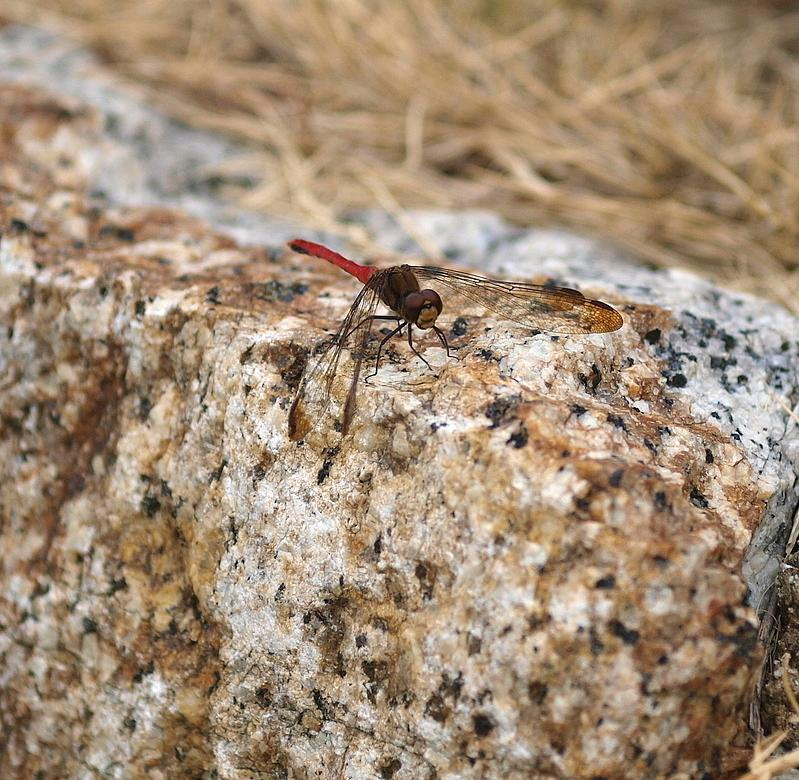